# Forte de Nossa Senhora do Monte do Carmo (Espírito Santo)

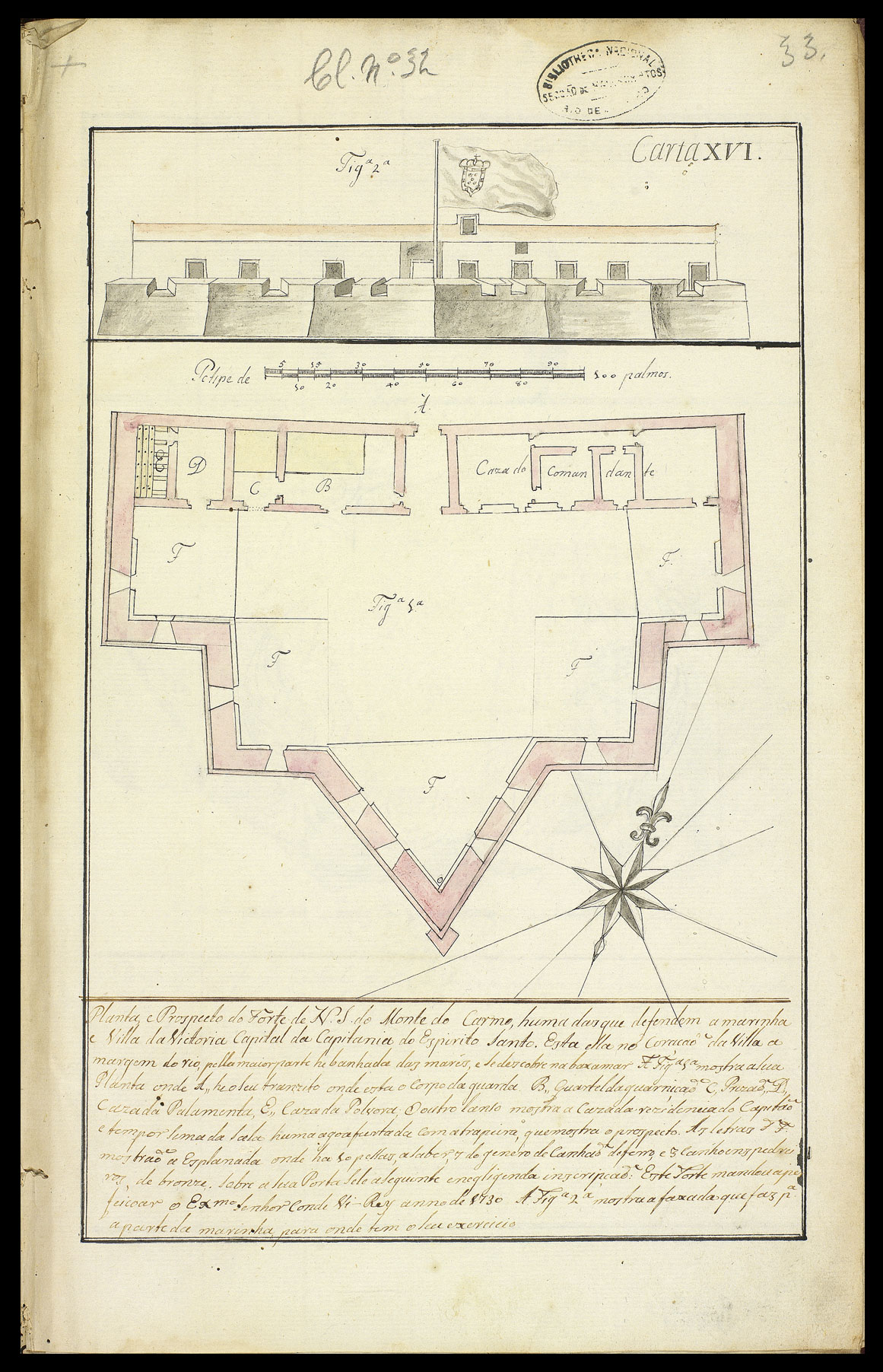
Forte de N. S. do Monte do Carmo: Planta e prospecto por Luís dos Santos Vilhena. (1801)

O Forte de Nossa Senhora do Monte do Carmo localizava-se na ilha de Santo Antônio (hoje ilha de Vitória), entre o cais grande e a praia do Peixe, na marinha da vila de Nossa Senhora da Vitória (hoje cidade da Vitória), no litoral do atual estado brasileiro do Espírito Santo.

## História
Entre 1674 e 1675, o baiano Francisco Gil de Araújo adquiriu a Capitania do Espírito Santo a seu capitão donatário Antônio Luís Gonçalves da Câmara Coutinho, por 40 mil cruzados. Durante a sua administração (1678 a 1682), entre as melhorias que promoveu no tocante à defesa, fez terminar as obras desta fortificação.
O vice-rei e capitão-general de mar-e-terra do Estado do Brasil, D. Vasco Fernandes César de Meneses (1720-1735), comissionou o engenheiro Nicolau de Abreu Carvalho para proceder aos reparos necessários às fortificações da baía do Espírito Santo, entre as quais esta. Embora seja considerado 1730 como o ano da sua construção, considera-se o artilhado com dez peças. A informação correta consta no título de uma planta colorida, no Arquivo Militar do Rio de Janeiro:
"Planta e prospeto do Forte de Nossa Senhora do Monte do Carmo, um dos que defendem a marinha e vila da Vitória. Nele se acham montadas sete peças de ferro e três pedreiros de bronze; sobre o portão está escrito: - Este forte mandou aperfeiçoar o Exmo. Sr. Conde Vice-Rei, ano de 1730. Levantada por José António Caldas em 1766."
Este forte apresentava planta no formato de um polígono estrelado, tendo estado artilhado com quatro peças antecarga de alma lisa, e quatro morteiros (ou trabucos), sem precisar a época.
O general Antônio Eliziário (tenente-general graduado Antônio Elzeário de Miranda e Brito), em 1841, dava-o como completamente arruinado.
Também foi conhecido como Forte da Vila.

## Características
Um relatório de 1724, feito por Dionísio Carvalho de Abreu, descreve este forte da seguinte maneira:
Fortaleza de Nossa Senhora do Monte do Carmo: em forma de meia estrela regular, com cinco ângulos, situada na marinha da vila da Vitória, com oito peças de artilharia calibre seis e oito, todas montadas em carretas, mais quatro de bronze e duas de ferro desmontadas.
Já a planta do forte feita por Luís dos Santos Vilhena em 1801 é acompanhada do seguinte texto:
Planta e Prospecto do Forte de N. S. do Monte do Carmo, huma das que defendem a marinha e Villa da Victoria Capital da Capitania do Espirito Santo. Esta ella no Coração da Villa a margem do rio, pella maior parte he banhada das marés e se descobre na baxamar. A Fig.a 1ª mostra a sua Planta onde A,, he o seu tranzito onde esta o Corpo da guarda. B,, Quartel da guarnição C, Prizão,, D, Casa da Palamenta. E, Caza da Polvora. O outro lado mostra a caza da residencia do Capitão e tem por sima da sala huma a agoa furtada com a trapeira, que mostra o prospecto. As letras F F mostrão a Esplanada onde ha so pessoas, a saber 7 do genero de Cangão de ferro, e 3 canhoens pedreiros, de bronze. Sobre a sua Porta se le a seguinte e negligenda inscripção: Este Forte mandou aperfeiçoar o Ex.mo Senhor Conde Vice-Rey anno de 1730. A Fig.a 2ª mostra a faxada que faz p.a a parte da marinha, para onde tem o seu exercicio.